# 잭슨땃쥐
잭슨땃쥐(Crocidura jacksoni)는 땃쥐과에 속하는 포유류의 일종이다. 부룬디, 콩고민주공화국, 케냐, 르완다, 수단, 그리고 우간다에서 발견된다. 자연 서식지는 아열대 또는 열대 기후 지역의 습윤 저지대 숲과 습윤 산지 숲, 그리고 황폐화된 이전 숲이다.